# Perissomastix obscura
Perissomastix obscura är en fjärilsart som beskrevs av Petersen 1959. Perissomastix obscura ingår i släktet Perissomastix och familjen äkta malar. Inga underarter finns listade i Catalogue of Life.